# Loup County
Loup County ist ein County im Bundesstaat Nebraska der Vereinigten Staaten. Der Verwaltungssitz (County Seat) ist Taylor, das nach Ed Taylor einem frühen Pionier in dieser Gegend benannt wurde.

## Geographie
Das County liegt nördlich des geographischen Zentrum von Nebraska und hat eine Fläche von 1479 Quadratkilometern, wovon 3 Quadratkilometer Wasserfläche sind. Es grenzt im Uhrzeigersinn an folgende Countys: Holt County, Garfield County, Custer County, Blaine County, Brown County und Rock County.

## Geschichte
Loup County wurde 1883 gebildet. Benannt wurde es nach einem Indianer der Pawnee, namens Loup oder nach dem Loup River.
Zwei Bauwerke des Countys sind im National Register of Historic Places eingetragen (Stand 11. Februar 2018).

## Demografische Daten

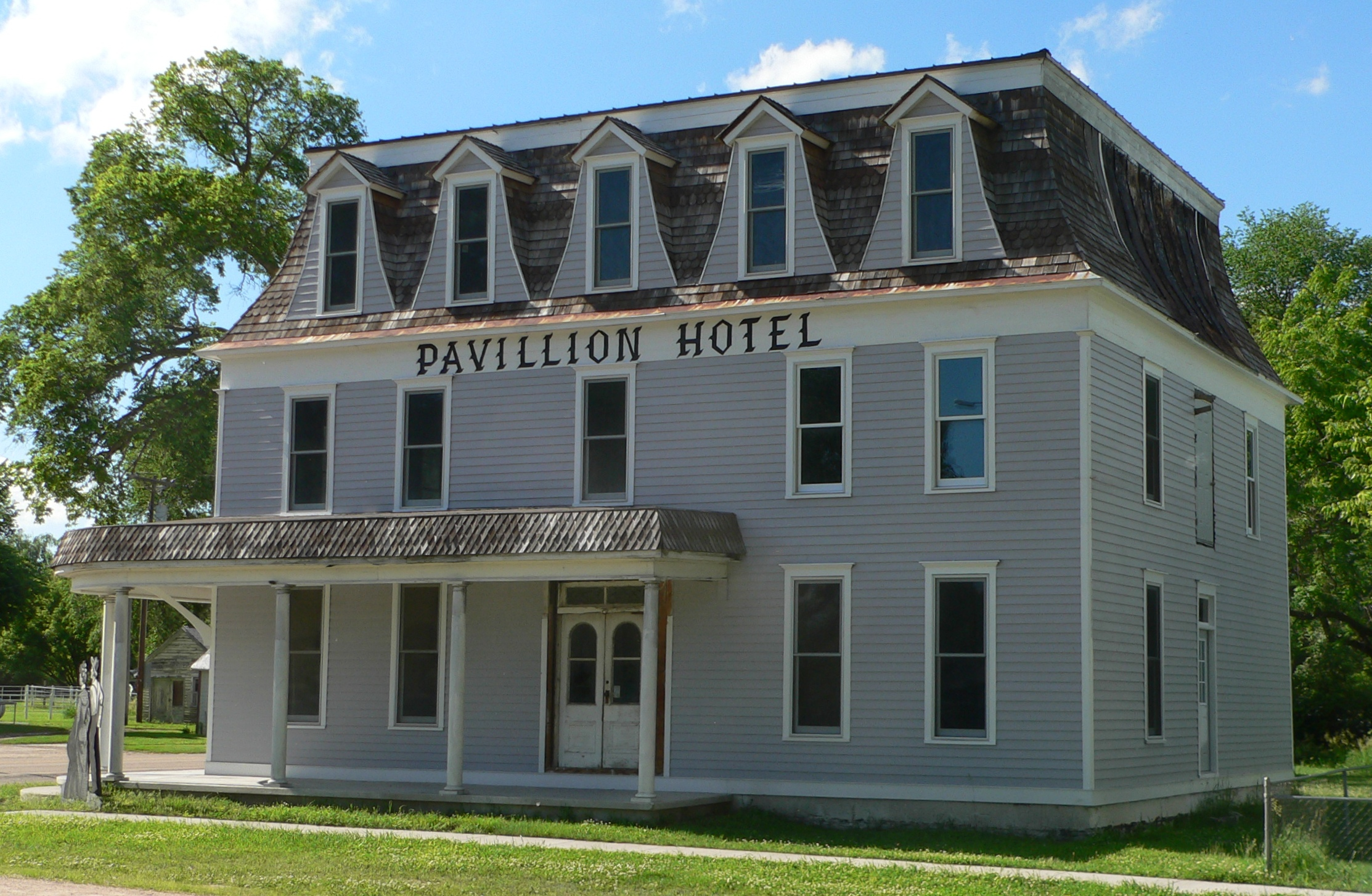
Pavillion Hotel, gelistet im NRHP

Alterspyramide des Loup Countys (Stand: 2000)

Nach der Volkszählung im Jahr 2000 lebten im Loup County 712 Menschen in 289 Haushalten und 206 Familien. Die Bevölkerungsdichte betrug 0 Einwohner pro Quadratkilometer. Ethnisch betrachtet setzte sich die Bevölkerung zusammen aus 98,88 Prozent Weißen, 0,00 Prozent Afroamerikanern, 0,28 Prozent amerikanischen Ureinwohnern, 0,14 Prozent Asiaten und 0,42 Prozent aus anderen ethnischen Gruppen; 0,28 Prozent stammten von zwei oder mehr Ethnien ab. 1,69 Prozent der Bevölkerung waren spanischer oder lateinamerikanischer Abstammung.
Von den 289 Haushalten hatten 31,8 Prozent Kinder und Jugendliche unter 18 Jahre, die bei ihnen lebten. 64,7 Prozent waren verheiratete, zusammenlebende Paare, 4,2 Prozent waren allein erziehende Mütter, 28,4 Prozent waren keine Familien, 27,0 Prozent waren Singlehaushalte und in 17,0 Prozent lebten Menschen im Alter von 65 Jahren oder darüber. Die Durchschnittshaushaltsgröße betrug 2,46 und die durchschnittliche Familiengröße lag bei 2,99 Personen.
Auf das gesamte County bezogen setzte sich die Bevölkerung zusammen aus 26,7 Prozent Einwohnern unter 18 Jahren, 4,5 Prozent zwischen 18 und 24 Jahren, 22,3 Prozent zwischen 25 und 44 Jahren, 27,0 Prozent zwischen 45 und 64 Jahren und 19,5 Prozent waren 65 Jahre alt oder darüber. Das Durchschnittsalter betrug 43 Jahre. Auf 100 weibliche Personen kamen 108,8 männliche Personen. Auf 100 Frauen im Alter von 18 Jahren oder darüber kamen statistisch 100,0 Männer.
Das jährliche Durchschnittseinkommen eines Haushalts betrug 26.250 USD, das Durchschnittseinkommen der Familien betrug 27.788 USD. Männer hatten ein Durchschnittseinkommen von 20.515 USD, Frauen 20.972 USD. Das Prokopfeinkommen betrug 12.427 USD. 14,2 Prozent der Familien und 17,7 Prozent der Bevölkerung lebten unterhalb der Armutsgrenze. Davon waren 22,9 Prozent Kinder oder Jugendliche unter 18 Jahre und 11,6 Prozent waren Menschen über 65 Jahre.

## Orte im County
- Almeria
- Taylor